# Jesús Ochoa
Jesús María Ochoa Domínguez (Ures, 24 de desembre de 1959) és un actor i comediant mexicà, en el doblatge és més conegut com la veu de Manny el Mamut en la franquícia Ice Age.

## La seva vida
És fill de Manuel Ochoa Martínez i María Cruz Domínguez. El Choby, com se'l coneix, és un actor originari d’ Ures (Sonora), ja que als 3 anys d'edat es va mudar a aquesta ciutat, on va viure la seva infància i va iniciar els seus estudis de secundària fins a l'edat de 14 anys, quan torna a Hermosillo per a continuar els seus estudis a l'Escola Normal de l'Estat.
En 1974 comença la seva carrera escènica en participar en diferents obres teatrals a la ciutat de Hermosillo. En 1979 es muda a la Ciutat de Mèxic per a estudiar a l'Institut d'Art Escènic, de Miguel Córcega fins a 1984, quan comença a fer teatre universitari amb José Ramón Enríquez, en l'obra Ciudad sin sueños, i participa un any amb la companyia mexicana de teatre líric.
En 1985 torna a Hermosillo i realitza la seva molt coneguda obra La Tuba de Goyo Trejo. ambé participa en comercials i programes de televisió. Roman en aquesta ciutat fins a l'any de 1991, quan torna de nou a la Ciutat de Mèxic, on es presenta en l'obra El jefe máximo, per la qual és nominat com la revelació de l'any per la Unión de Críticos y Cronistas de Teatro.

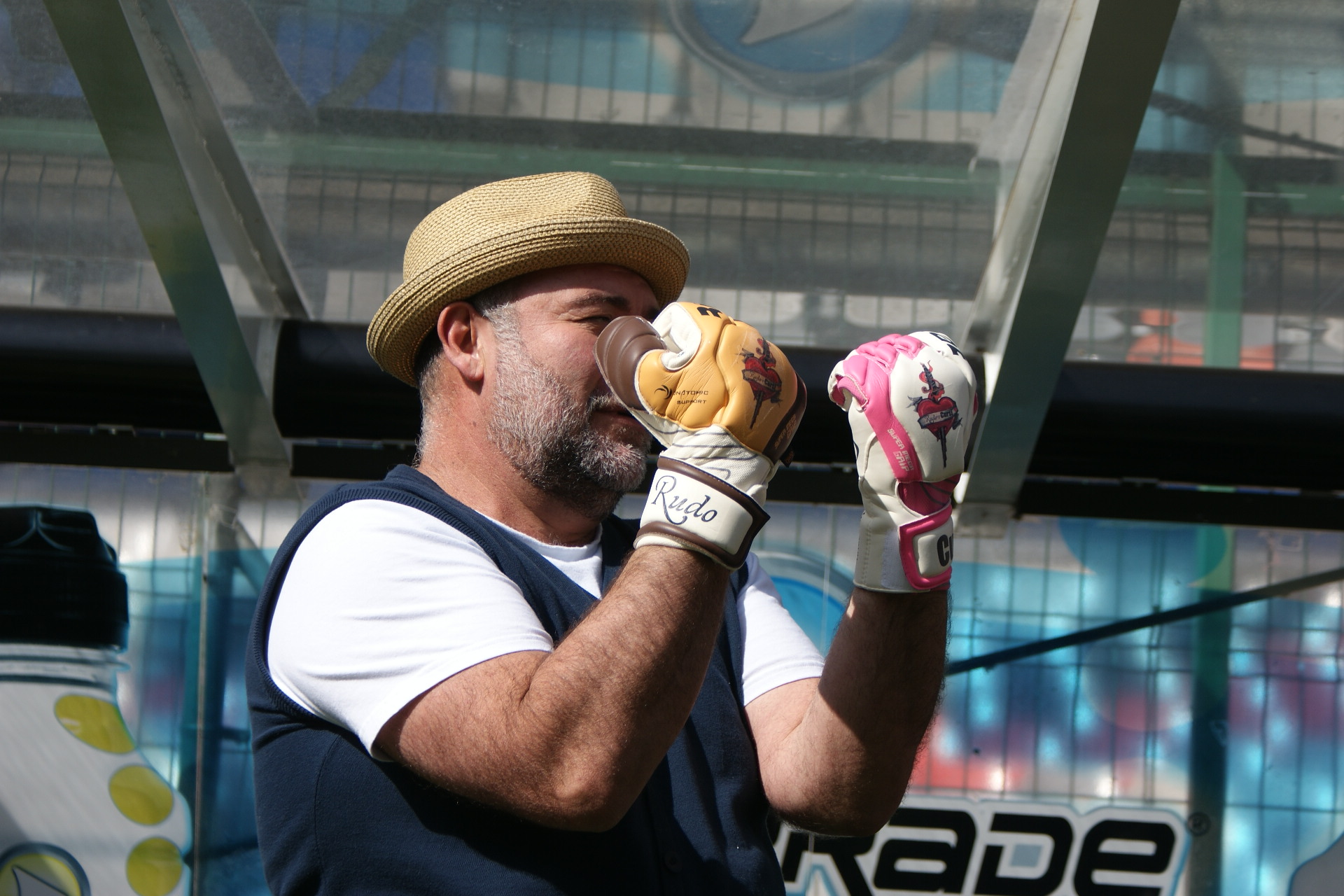
Jesús Ochoa prova els guants de Rudo y Cursi.

Durant els següents anys continua realitzant un sense fi d'obres teatrals, pel·lícules, novel·les i participant en programes de televisió. L'abril del 1998 contreu núpcies amb la també actriu Eugenia Leñero Franco, i fixen la seva residència a la Ciutat de Mèxic. Té una casa a Ures (municipi de Sonora).
L'any 2012 interpreta a Adriano Reyes, amo d'una empresa dedicada al turisme, en la telenovel·la Por ella soy Eva, produïda per Televisa, compartint crèdits amb Jaime Camil, Lucero, Paty Navidad, Mariana Seoane, entre d'altres.
En 2013 interpreta a Zacarías del Pino, amo de la mobiliària de taxi i pare del protagonista en la telenovel·la Libre para amarte, també produïda per Televisa, compartint crèdits amb Gloria Trevi, Gabriel Soto, Eduardo Santamarina i Luz Elena González, entre d'altres.
L'any 2017 es converteix en el protagonista de la telenovel·la de caràcter còmic El bienamado, de Televisa. En aquesta ocasió interpreta al carismàtic, i alhora ambiciós president municipal de Loreto, Odorico Cienfuegos, compartint crèdits amb Mariluz Bermúdez, Mark Tacher, Andrés Palacios, Chantal Andere, Nora Salines i Irán Castillo, Arturo García Tenorio entre d'altres.

## Filmografia

### Televisió
- 2020: Narcos: Mexico
- 2018: Por amar sin ley, com a Taxista.
- 2017: El bienamado, com Odorico Cienfuegos Montaño "El bienamado".
- 2016: El hotel de los secretos, com Serapio Ayala.
- 2014: Yo no creo en los hombres, com el licenciado Marcelo Monterrubio.
- 2013: Libre para amarte, com Zacarías del Pino
- 2012: Lynch.
- 2012: La promesa, com don Vicente Arellano.
- 2012: Por ella soy Eva, com Adriano Reyes Mendieta.
- 2010-2011: Para volver a amar, com Rolando Salgar.
- 2010: Los héroes del norte, com el comandant.
- 2009: Ellas son... la alegría del hogar, com Mundo (veu).
- 2008: Tiempo final (episodi «Pito final»), com Tony.
- 2007-2008: Se busca un hombre, com Pepe.
- 2006: Campeones de la vida, com Jesús Chucho Duarte.
- 2005: Los Sánchez.
- 2004: Tan infinito como el desierto.
- 2002-2003: La duda, com Santiago.
- 2001: Amores, querer con alevosía, com Miguel Ángel.
- 1999-2000: La vida en el espejo.
- 1998-1999: El amor de mi vida, com Leopoldo Mirabal.
- 1997: Demasiado corazón.
- 1996: Marisol, com Don Fortunato.
- 1995: Retrato de familia, com Licenciado del Ministerio Público.
- 1995: Si Dios me quita la vida, com León.
- 1991 - 2007 Mujer casos de la vida real
- 1992: Ángeles sin paraíso.

## Cinema
- 2018: Overboard, com Vito
- 2018: A la carta. Detective Busquet
- 2017: ´´La Prima, com Jorge
- 2016: El Jeremías, com Enrique.
- 2016: ¿Qué culpa tiene el niño?, com el diputado.
- 2016: Busco novio para mi mujer, com Tiger Cordera.
- 2015: Por mis bigotes, (Ulises y los 10.000 bigotes), com el Tío Fabián.
- 2014: El crimen del Cácaro Gumaro, com Cochigordo.
- 2013: No se aceptan devoluciones.
- 2012: El fantástico mundo de Juan Orol, com El General Cruz.
- 2012: Get the Gringo (Atrapen al gringo), com Caracas.
- 2012: Aquí entre nos (comedia dramática).
- 2011: Labios rojos.
- 2011: Salvando al soldado Pérez, com Chema Díaz.
- 2011: Más amaneceres, com Güerón Jiménez.
- 2009: Boogie, el aceitoso, com Boogie.
- 2008: Quantum of Solace, com el lloctinent Orso.
- 2008: Paraíso travel.
- 2008: Divina confusión, com Zeus.
- 2008: Beverly Hills Chihuahua, com el oficial Ramírez.
- 2007: J-ok'el, com el «jefe» de policía.
- 2007: Padre Nuestro, com Diego.
- 2007: Perrito bomba (curtmetratge), com el tendero.
- 2006: Un mundo maravilloso, com el Tamal.
- 2005: Voces inocentes, com el chofer.
- 2005: Hijas de su madre: Las Buenrostro.
- 2004: Zapata, el sueño del héroe, com Victoriano Huerta.
- 2004: Conejo en la Luna, com Macedonio Ramírez.
- 2004: Hombre en llamas, com el comandante Fuentes.
- 2003: Ladies' Night, com el sacerdot (actuació especial).
- 2003: Asesino en serio (coproducció amb Espanya), com el comandante Martínez.
- 2003: Nicotina (coproducció amb Argentina i Espanya), com Tomson.
- 2002: Ciudades oscuras, com Riquelme.
- 2001: El segundo aire, com Moisés.
- 2000: Sin dejar huella, com Mendizábal.
- 2000: Los maravillosos olores de la vida (curtmetratge).
- 1999: La ley de Herodes, com el nou alcalde.
- 1998: Bajo California: el límite del tiempo, com Arce.
- 1997: Et hjørne af paradis (Un rincón del paraíso) (producción sueco-danesa-costariquenya), com Scarface.
- 1996: Alta tensión.
- 1996: Cilantro y perejil, com Jaime, el mesero.
- 1996: Entre Pancho Villa y una mujer desnuda, com Pancho Villa.
- 1995: Dos crímenes, com Fernando.
- 1995: La orilla de la tierra, com Gregorio.
- 1995: Sin remitente, com el médico forense.
- El callejón de los milagros (1995) .... Parroquiano
- 1994: Desiertos mares, com l’Home del Nord.
- 1994: Ponchada (curtmetratge), com l’home.
- 1994: Sucesos distantes, com Hércules.

### Doblatge
- 2020: Un rescate de huevitos, com León.
- 2019: La vida secreta de tus Mascotas 2, com Gallardo.
- 2016: La Era del Hielo 5, com Manny.
- 2012: El Santos vs. La Tetona Mendoza, com Diablo Zepeda.
- 2012: La Era del Hielo 4, com Manny.
- 2009: La Era del hielo 3, com Manny.
- 2008: Hellboy II, com Hellboy (interpretat per Ron Perlman).
- 2007: La Leyenda de la Nahuala, com Santos.
- 2006: La Era del Hielo 2, com Manny.
- 2004: Harry Potter y el Prisionero de Azkaban, com Peter Pettigrew (interpretat per Timothy Spall).
- 2002: La Era del Hielo, com Manny.

## Premis i nominacions

### Premis TVyNovelas
| Any  | Categoria              | Telenovel·la             | Resultat  |
| ---- | ---------------------- | ------------------------ | --------- |
| 2017 | Millor primer actor    | El hotel de los secretos | Nominat   |
| 2014 | Millor primer actor    | Libre para amarte        | Guanyador |
| 2013 | Millor actor coestelar | Por ella soy Eva         | Guanyador |
| 2011 | Millor actor coestelar | Para volver a amar       | Guanyador |

### Premis Ariel, Mèxic
- En 1999 va guanyar el premi a la millor coactuación masculina per Bajo California: El límite del tiempo (1998).[4]
- En 1996 va guanyar el premi a la millor coactuación masculina per Entre Pancho Villa y una mujer desnuda (1996).

### MTV Movie Awards, Mèxic
- En 2004 va ser nominat al premi al millor cameo per Ladies' Night (2003).
- En 2003 va ser nominat al premi al vilà favorit per Ciudades oscuras (2002).

### PECIME
- En 2005 va ser nominat a Diosas de Plata a la millor coactuació masculina per Conejo en la luna (2004).